# جون كوينسي آدامز
جون كوينسي آدامز (11 يوليو 1767 - 23 فبراير 1848)، الرئيس السادس للولايات المتحدة الأمريكية بالفترة بين عامي 1825 إلى 1829، (ملاحظة: يكتب الاسم بالإنجليزية Quincy (كوينسي) لكنه يلفظ كوينزي)، تمت تسميته نسبة لجده (جون كوينزي) هو ابن ثاني رؤساء الولايات المتحدة جون آدامز آب والدته أبغيل آدامز.
ولد في براينتري-ماستشوتس تسمى الآن بكوينزي. عندما كان والده جون ادامز في أوروبا كان هو سكرتيره مما ساعده على التحدث بلغات أخرى غير لغته الام. ارتاد جامعة هارفرد وتخرج منها وعمل كمحامي.في عام 1802 انتخب كعضو في مجلس الشيوخ الأمريكي.
عمل جون كوينسي آدامز في الحقل الدبلوماسي، حيث عُيّن موفداً لبلاده في عدد من دول أوروبا هولندا وبريطانيا كما عيّن وزيرا ً مفوضا ًلبلاده في روسيا بعد ست اعوام من انتخابه في مجلس الشيوخ الأمريكي.
من المعروف عن جون كوينسي آدامز عدائه للعبودية التي كانت مستشريةً في الولايات المتحدة.
خسر آدامز الانخابات الرئاسية امام جاكسون عام 1828.وقد لوحظ في هذه الانتخابات كثرة الهجمات الشخصية بين المرشحين ضد بعضهم البعض.
كتب مذكراته والتي تقع في 12 مجلدا ً.

## نشأته وتعليمه
ولد جون كوينسي، في الحادي عشر من يوليو عام 1767، وواكب مولده بداية الثورة الأمريكية. وكان هو الابن الوحيد لجون آدامز، الرئيس الثاني للولايات المتحدة الأمريكية، وأحد مؤسسيها البارزين. أما والدته، فكانت تعده، لأن يصبح رئيساً بعد أبيه، وكانت تحمسه قائلة «غدا سوف تلقى مسؤولية هذه الدولة على كاهلك».
لم يذهب جون كوينسي إلى المدارس الابتدائية، ولكنه تعلم على يد أبيه وأمه، وصفوة من المدرسين الخصوصيين، من ذوي الجنسيات المختلفة، الذين أحضرهم أبوه، لإعداد جون كوينسي، للمهام الجسيمة التي تنتظره. وقد اصطحبه والده، ولم يكن عمره قد تعدى عشر سنوات، في مهمات دبلوماسية إلى أوروبا. ثم التحق بمدرسة خاصة، داخلية، في باريس، لتعلم اللغة الفرنسية. وبعد أن اشتد عوده، التحق جون كوينسي، بجامعة هاج في مدينة لايدن بجنوب هولندا.
وأظهر جون كوينسي، شغفاً غير طبيعي، لتعلم اللغات، والتاريخ، ونبغ فيهما. فكان يحفظ التاريخ الأوروبي، والعالمي عن ظهر قلب. وفي عام 1785 عاد جون كوينسي إلى الولايات المتحدة، حيث التحق بجامعة هارفارد. وبعد تخرجه، قرر دراسة القانون، فالتحق بكلية الحقوق في نيوبريبورت، بولاية ماساشوسيتس.
وبدأ كوينسي ممارسة مهنة المحاماة، في مدينة بوسطن، في الوقت الذي كان يكتب مقالات سياسية، للصحف اليومية، يتعرض فيها، للأحداث السياسية الجارية، في الدولة الوليدة بالنقد والتحليل. وقد أعجب الرئيس جورج واشنطن بآراء جون كوينسي السياسية، وتحليلاته للأحداث، وبُعد نظره في العلاقات بين الدول فقرر تعيينه في السلك الدبلوماسي.

## آدامز والسلك الدبلوماسي
كانت أولى مهام جون كوينسي، هي تمثيل الولايات المتحدة في هولندا، إذ كان يجيد اللغة الهولندية. وفي الفترة التي قضاها في هولندا (1794-1797)، كانت الدول الأوروبية، تمر بأحداث عاصفة، انقلابات وثورات وحروب. فعكف جون كوينسي، على دراساتها، وتحليلها، واستنتاج دروس منها. ثم وضع كل هذه الدراسات، في تقرير مفصل، أرسل به إلى الحكومة الأمريكية.
وبعد هولندا، مثَّل جون كوينسي، بلاده، في ألمانيا (1797-1801). وفي إحدى زياراته إلى العاصمة الإنجليزية، لندن، التقى جون كوينسي، بالقنصل العام للولايات المتحدة، في إنجلترا، جاشوا جونسون Johnson، ونشأت بين الرجلين صداقة، توجت بزواج جون كوينسي من لويزا (Louisa)، ابنة جونسون عام 1797. ورزق الزوجين بثلاثة أبناء، عاش واحدٌ منهم فقط، إلى ما بعد وفاة أبيه، وعينه الرئيس أبراهام لنكولن، سفيراً للولايات المتحدة في بريطانيا.
وفي عام 1801، أصدر الرئيس جون آدامز قراراً بعودة ابنه من مهمته الدبلوماسية. فاستقر جون كوينسي في بوسطن، وعاد لممارسة المحاماة مرة أخرى.
سيناتور في مجلس الشيوخ الأمريكي (1803-1809)
اُنتخب جون كوينسي، الذي كان ينتمي إلى الحزب الفيدرالي المعارض، عضواً في مجلس الشيوخ عام 1803، إلا أن آراءه لم تكن لتتفق مع آراء قادة الحزب. فقد كان دائم التصويت لصالح الرئيس توماس جيفرسون، ولهذا السبب قرر الحزب الفيدرالي استبداله بآخر.
استدعاء آدامز ليمثل الولايات المتحدة في روسيا (1809-1814)
عند تولي، الرئيس جيمس ماديسون، الحكم، أرسل جون كوينسي، في مهمة دبلوماسية صعبة، وهي تمثيل الولايات المتحدة في روسيا، بدرجة وزير. وخلال عمله، نشأت علاقات صداقة قوية، بينه وبين اسكندر الأول، قيصر روسيا، الذي انبرى للدفاع عن الولايات المتحدة، في حربها، مع بريطانيا، عام 1812.
آدامز رئيساً للمفاوضين الأمريكان في بريطانيا، لوقف الأعمال العدوانية
فور اندلاع الحرب، ومهاجمة الأسطول البريطاني، للولايات المتحدة، استدعي آدامز، لتمثيل بلاده في المفاوضات. وقد ساعد ببراعته، في التوصل إلى اتفاقيات مرضية ومشرفة لجميع الأطراف، بما أدى إلى وقف الحروب بين الدولتين نهائياً.
آدامز سفيراً للولايات المتحدة في بريطانيا (1815-1817)
لم تجد الولايات المتحدة من يمثلها، عند عدوها اللدود، خيراً من آدامز، فكان وجهاً مشرفاً للولايات المتحدة، لدى التاج البريطاني. وقد استطاع آدامز، ببراعته الدبلوماسية، تحويل بريطانيا من عدو إلى صديق، بل ذهب إلى أبعد من ذلك، فقد استطاع أن ينتزع اعترافاً بريطانياً، بالاستقلال الكامل للولايات المتحدة، عن سلطة التاج البريطاني. كذلك، بدأ في إقامة علاقات تجارية، ذات مصلحة اقتصادية، للطرفين.
آدامز وزيراً للخارجية (1817-1825)
عند تولي جيمس مونرو (James Monroe)، رئاسة الولايات المتحدة الأمريكية، استدعى آدامز من بريطانيا، ليعينه وزيراً للخارجية. وكان اختياراً صائباً من مونرو. إذ استطاع آدامز، أن يوظف جميع خبراته، التي اكتسبها خلال عمله الدبلوماسي، لخدمة هذا المنصب الرفيع.
وتعد أهم إنجازاته في هذا المضمار، تفاوضه مع الحكومة الأسبانية، لإقناعها أنّ فلوريدا جزء من الولايات المتحدة الأمريكية.
ولم يكن هناك اتفاق، بين آدامز والرئيس مونرو، على ما سيتم التفاوض عليه مع الأسبان، إلا أن آدامز تفاوض على هذا الأمر، بدافع ذاتي. وعلى الرغم من ذلك، استطاع آدامز الحصول على اعتراف أسبانيا، بشرعية ضم فلوريدا إلى الولايات المتحدة. ويعد هذا، أكبر مكسب في تاريخ الولايات المتحدة، يأتي إليها نتيجة جهود شخص واحد.
ولم يقف طموح آدامز عند هذا الحد، وإنما بدأ التفاوض، على الحدود الشمالية للبلاد، مع أسبانيا تارة، وروسيا تارة أخرى، حتى تحقق له ما أراد، وضمن استقرار حدود بلاده.
ولعل المفاوضات، بين الولايات المتحدة، وحكومة روسيا القيصرية، في ذلك الوقت، هي أكبر دليل، على دهاء جون كوينسي آدامز، السياسي. فقد استطاع، من خلالها، دفع روسيا إلى ضمان عدم أحقية أي من الدول الأوروبية، في أراضي القارتين الأمريكتين. وقد ضمن، بذلك، عدم وجود أي قوى عسكرية في الأمريكتين، خلاف قوة الولايات المتحدة الأمريكية. وقد لُخصت هذه الاتفاقية، فيما يعرف «بمبدأ مونرو» (Monroe Doctrine)، والذي حدد فيه آدامز، حدود الولايات المتحدة الأمريكية، الشمالية والغربية. ولم يكن آدامز لينجح في هذا العمل، لولا معرفته بقادة وساسة الدول الأوروبية، التي اكتسب معرفته بها، خلال نشأته وعمله في القارة الأوروبية.
سيناتور في مجلس الشيوخ الأمريكي (1803-1809)
اُنتخب جون كوينسي، الذي كان ينتمي إلى الحزب الفيدرالي المعارض، عضواً في مجلس الشيوخ عام 1803، إلا أن آراءه لم تكن لتتفق مع آراء قادة الحزب. فقد كان دائم التصويت لصالح الرئيس توماس جيفرسون، ولهذا السبب قرر الحزب الفيدرالي استبداله بآخر.
استدعاء آدامز ليمثل الولايات المتحدة في روسيا (1809-1814)
عند تولي، الرئيس جيمس ماديسون، الحكم، أرسل جون كوينسي، في مهمة دبلوماسية صعبة، وهي تمثيل الولايات المتحدة في روسيا، بدرجة وزير. وخلال عمله، نشأت علاقات صداقة قوية، بينه وبين اسكندر الأول، قيصر روسيا، الذي انبرى للدفاع عن الولايات المتحدة، في حربها، مع بريطانيا، عام 1812.
آدامز رئيساً للمفاوضين الأمريكان في بريطانيا، لوقف الأعمال العدوانية
فور اندلاع الحرب، ومهاجمة الأسطول البريطاني، للولايات المتحدة، استدعي آدامز، لتمثيل بلاده في المفاوضات. وقد ساعد ببراعته، في التوصل إلى اتفاقيات مرضية ومشرفة لجميع الأطراف، بما أدى إلى وقف الحروب بين الدولتين نهائياً.
آدامز سفيراً للولايات المتحدة في بريطانيا (1815-1817)
لم تجد الولايات المتحدة من يمثلها، عند عدوها اللدود، خيراً من آدامز، فكان وجهاً مشرفاً للولايات المتحدة، لدى التاج البريطاني. وقد استطاع آدامز، ببراعته الدبلوماسية، تحويل بريطانيا من عدو إلى صديق، بل ذهب إلى أبعد من ذلك، فقد استطاع أن ينتزع اعترافاً بريطانياً، بالاستقلال الكامل للولايات المتحدة، عن سلطة التاج البريطاني. كذلك، بدأ في إقامة علاقات تجارية، ذات مصلحة اقتصادية، للطرفين.
آدامز وزيراً للخارجية (1817-1825)
عند تولي جيمس مونرو (James Monroe)، رئاسة الولايات المتحدة الأمريكية، استدعى آدامز من بريطانيا، ليعينه وزيراً للخارجية. وكان اختياراً صائباً من مونرو. إذ استطاع آدامز، أن يوظف جميع خبراته، التي اكتسبها خلال عمله الدبلوماسي، لخدمة هذا المنصب الرفيع.
وتعد أهم إنجازاته في هذا المضمار، تفاوضه مع الحكومة الأسبانية، لإقناعها أنّ فلوريدا جزء من الولايات المتحدة الأمريكية.
ولم يكن هناك اتفاق، بين آدامز والرئيس مونرو، على ما سيتم التفاوض عليه مع الأسبان، إلا أن آدامز تفاوض على هذا الأمر، بدافع ذاتي. وعلى الرغم من ذلك، استطاع آدامز الحصول على اعتراف أسبانيا، بشرعية ضم فلوريدا إلى الولايات المتحدة. ويعد هذا، أكبر مكسب في تاريخ الولايات المتحدة، يأتي إليها نتيجة جهود شخص واحد.
ولم يقف طموح آدامز عند هذا الحد، وإنما بدأ التفاوض، على الحدود الشمالية للبلاد، مع أسبانيا تارة، وروسيا تارة أخرى، حتى تحقق له ما أراد، وضمن استقرار حدود بلاده.
ولعل المفاوضات، بين الولايات المتحدة، وحكومة روسيا القيصرية، في ذلك الوقت، هي أكبر دليل، على دهاء جون كوينسي آدامز، السياسي. فقد استطاع، من خلالها، دفع روسيا إلى ضمان عدم أحقية أي من الدول الأوروبية، في أراضي القارتين الأمريكتين. وقد ضمن، بذلك، عدم وجود أي قوى عسكرية في الأمريكتين، خلاف قوة الولايات المتحدة الأمريكية. وقد لُخصت هذه الاتفاقية، فيما يعرف «بمبدأ مونرو» (Monroe Doctrine)، والذي حدد فيه آدامز، حدود الولايات المتحدة الأمريكية، الشمالية والغربية. ولم يكن آدامز لينجح في هذا العمل، لولا معرفته بقادة وساسة الدول الأوروبية، التي اكتسب معرفته بها، خلال نشأته وعمله في القارة الأوروبية.

## وزير الخارجية (1817-1825)
شغل آدامز منصب وزير الخارجية طوال فترة رئاسة مونرو التي دامت ثماني سنوات، من 1817 حتى 1825. اعتقد آدامز، الذي تولى منصبه في أعقاب حرب 1812، أن البلاد كانت موفَقّةً في تفاديها لخسارة الأراضي، وأعطى الأولوية لتجنب حرب أخرى مع الدول الأوروبية، بالأخص بريطانيا. سعى أيضًا إلى تجنب تفاقم التوترات بين المقاطعات، التي كانت مشكلة رئيسة واجهتها البلاد خلال حرب 1812. أحد التحديات الرئيسة التي واجهت آدامز هو كيفية الاستجابة للفراغ في السلطة في أمريكا اللاتينية الذي نشأ عن ضعف إسبانيا إثر حرب شبه الجزيرة. بالإضافة إلى دور آدامز في السياسة الخارجية، أُسنِدت إليه عدة مهام داخلية، بما في ذلك الإشراف على الإحصاء الرسمي للسكان عام 1820.
اتفق مونرو وآدامز على معظم قضايا السياسة الخارجية الرئيسة: فَضَّل كلاهما الحياد في حروب الاستقلال في أمريكا اللاتينية، والسلام مع بريطانيا العظمى، والامتناع عن إبرام اتفاق تجاري مع الفرنسيين، والتوسع، سلميًا إن أمكن، إلى أراضي الإمبراطورية الإسبانية في أمريكا الشمالية. نشأت بين الرئيس ووزير خارجيته علاقة عمل قوية، فبينما أثَّر آدامز غالبًا على سياسات مونرو، احترم أن يتخذ مونرو القرارات النهائية بشأن القضايا الرئيسية. كان مونرو يجتمع بانتظام مع مجلس وزرائه المؤلف من خمسة أشخاص، والذي تألف في البداية من آدامز، ووزير الخزانة ويليام هـ. كراوفورد، ووزير الحرب جون سي كالهون، ووزير البحرية بنيامين كراونينشيلد، والنائب العام ويليام ويرت. كنَّ آدامز احترامًا شديدًا لكالهون، لكنه اعتقد أن كراوفورد كان يبالغ بشكل غير ملائم في التركيز على خلافة مونرو عام 1824.
خلال فترة انتدابه سفيرًا في بريطانيا، بدأ آدامز مفاوضاتٍ بشأن العديد من القضايا الخلافية التي لم تُحَل بحرب 1812 أو معاهدة غنت. في 1817، وافقت البلدان على معاهدة روش باجوت، التي قصرت التسلح البحري على منطقة البحيرات الكبرى. استمرت المفاوضات بين الدولتين، ما أفضى إلى معاهدة 1818، التي عينت الحدود بين كندا والولايات المتحدة غرب البحيرات العظمى. عُيِّنت الحدود عند خط العرض التاسع والأربعين بموازاة جبال روكي، بينما شُغلت الأراضي الواقعة إلى الغرب من الجبال، المعروفة باسم ولاية أوريغون، بشكل مشترك. مثلت الاتفاقية نقطة تحول في العلاقات بين المملكة المتحدة والولايات المتحدة، إذ وجهت الولايات المتحدة اهتمامها إلى حدودها الجنوبية والغربية وتضاءلت المخاوف البريطانية من التوسع الأمريكي.

### معاهدة آدامز أونِس
في أثناء تولي آدامز منصبه، كانت الممتلكات الإسبانية تحد الولايات المتحدة من الجنوب والغرب. في الجنوب، احتفظت إسبانيا بالسيطرة على فلوريدا، التي حاولت الولايات المتحدة طويلًا شراءها. كافحت إسبانيا للسيطرة على القبائل الأمريكية الأصلية الناشطة في فلوريدا، التي داهمت بعضها الأراضي الأمريكية. في الغرب، حدَّت إسبانيا الجديدة الأراضي التي حصلت عليها الولايات المتحدة بشراء لويزيانا، غير أنه لم تُرسم حدود واضحة بين الولايات المتحدة والأراضي الإسبانية. بعد توليه لمنصبه، بدأ آدامز مفاوضات مع لويس دي أونِس، الوزير الإسباني لدى الولايات المتحدة، لشراء فلوريدا والاتفاق على الحدود بين الولايات المتحدة وإسبانيا الجديدة. توقفت المفاوضات بسبب تصعيد حرب السيمينول، وفي ديسمبر 1818، أمر مونرو الجنرال أندرو جاكسون بدخول فلوريدا والانتقام من السيمينول التي داهمت جورجيا. استولى جاكسون، متجاوزًا الأوامر المعطاة له، على المراكز العسكرية الإسبانية في سانت ماركس وبينساكولا وأعدم اثنين من الإنجليز. وبينما استشاط باقي أعضاء مجلس الوزراء غضبًا بسبب أفعال جاكسون، دافع آدامز عن أفعاله باعتبارها ضروريةً لدفاع البلد عن نفسها، وأقنع مونرو ومعظم أعضاء المجلس في النهاية بدعم جاكسون. أخبر آدامز إسبانيا أن جاكسون اضطر إلى التصرف بسبب فشلها في مراقبة أراضيها، ونصحها إما بتأمين المنطقة أو بيعها للولايات المتحدة. أبى البريطانيون، خلال ذلك، المجازفة بتقاربهم الأخير مع الولايات المتحدة، فلم يخلقوا أزمة دبلوماسية كبيرة بسبب إعدام جاكسون للمواطنين البريطانيين.

## آدامز الرئيس السادس الولايات المتحدة الأمريكية (1825-1828)
أصبح جون كوينسي رئيساً، في ظروف غريبة على الجو السائد في الانتخابات الأمريكية، إلاّ أن انتخابه، كان صحيحاً ودستورياً. ففي ذلك الوقت، لم يكن هناك سوى مرشح واحد، يمثل حزباً سياسياً، حيث عزفت الأحزاب الأخرى عن ترشيح أحد. وحصل أندرو جونسون (Andrew Johnson)، المرشح الحزبي الوحيد، على أصوات أكثر من جميع المرشحين الآخرين، بما فيهم جون آدامز، إلا أن جونسون لم يحصل على الأغلبية المطلقة. وطبقاً للدستور، فإنه ينبغي أن ينتخب أعضاء الكونغرس أحد المرشحين ليصبح رئيساً، دون التقيد بعدد الأصوات، التي حصل عليها. وقد انتخب الأعضاء جون كوينسي آدامز، ليصبح بذلك الرئيس السادس، للولايات المتحدة الأمريكية.
وخلال رئاسته، ركز آدامز في إتمام البنية الأساسية للدولة الناشئة. فأنشأ بنك الولايات المتحدة، لتنظيم المعاملات المالية، كما أقر تحصيل جمارك، على البضائع المستوردة، حماية للصناعة الوطنية، كذلك، أنشأ هيئة حكومية، للإسكان، وتمليك الأراضي، كما أصدر قراراً، يُحَرّم فيه، على الولايات المتحدة، التعدي على أراضي الهنود الحمر، أو ممتلكاتهم. وفي عهده شقت الطرق، وامتدت خطوط السكك الحديدية، وافتتحت المدارس والجامعات؛ إذ كان يشجع العلم والبحث العلمي.
على الرغم من آرائه المتحررة في شأن العبيد، التي كان يري فيها أنه لا ينبغي أن يكون عبداً من يولد على أرض الولايات المتحدة، جعلته هدفاً لانتقاد المتشددين، خصوصاً من أهل الولايات الجنوبية. لذلك، لم يفز في الانتخابات الرئاسية، بعد انتهاء مدته.
آدامز عضو في مجلس النواب الأمريكي (1830-1848)
وفي عام 1830، وخلال مظاهرة شعبية كبيرة، ألح أهالي الدائرة الرقم 12 الانتخابية، بولاية ماساشوسيتس، على أن يمثلهم جون آدامز، في مجلس النواب، بالكونغرس الأمريكي. وإزاء هذا الإلحاح الجماهيري، قبل آدامز، استمرار حياته السياسية. ودخل قاعة مجلس النواب، ليس بوصفه ممثلاً عن دائرته، ولكن بوصفه رئيساً سابقاً لكل الأمريكيين، يمثلهم جميعاً، ولا يمثل حزباً سياسياً معنياً، أو سكانَ ولاية واحدة، دون باقي الولايات. وتعد هذه الفترة، أروع الفترات في حياة آدامز، وأكثرهن إنجازاً.
فقد صال جون كوينسي وجال، في المجلس التشريعي على مدى 18 عاماً، إذ وضع المسودات لمئات القوانين، ووقف وراء جميع تعديلات الدستور، التي صدرت خلال تلك الفترة.
كما كانت خبرته السياسية، مرجعاً لكل عضو في الكونغرس، وكان هو المرجع الوحيد، لكل ظرف جديد، يستجد في حياة تلك الأمة النامية. وكانت كلمته دائماً الكلمة الأخيرة، ورأيه، دائماً، هو الصائب.
وفي 23 فبراير عام 1848، اصيب جون كوينسي آدمز بضيق في التنفس، وأن الموت يقترب منه، فما كان منه إلا أن نظر إلى قاعة مجلس النواب، قائلاً: «هذه هي نهايتي في أحب مكان إلى نفسي، إني راضٍ ومقتنع»، وكانت تلك هي آخر كلماته، فقد فارق بعدها الحياة.

## روابط خارجية
- جون كوينسي آدامز على موقع الموسوعة البريطانية (الإنجليزية)
- جون كوينسي آدامز على موقع إن إن دي بي (الإنجليزية)